# Фельдман Володимир Ісаакович
Володимир Ісаакович Фельдман (нар. 13 вересня 1959, Житомир) — австралійський міжнародний майстер із шахів українського походження.

## Біографія
Народився 13 вересня 1959 року в Житомирі. Випускник Російського державного університету фізичної культури, спорту, молоді та туризму. Став відомим шахістом ще в часи СРСР.
На початку 1990-х років емігрував до Австралії, де продовжив свою діяльність. У 1993 та 1994 роках виграв Чемпіонат Сіднею з шахів. У 1995 році посів перше місце на Чемпіонаті Нового Південного Уельсу.
Головного спортивного успіху домігся у 1999 році. Тоді він виграв Зональний Чемпіонат Океанії з шахів. За це йому присвоїли титул міжнародного майстра та дозволили виступати на Чемпіонаті світу з шахів за версією ФІДЕ 1999. У цьому змаганні він вибув у першому раунді.
Брав участь у Чемпіонаті Співдружності Націй 2004 в Мумбаї.
Фельдман представив Австралію на Пекінській інтеліаді 2008 у Китаї. Також він представив команду Канберри на Всесвітньому Чемпіонаті з шахів в Аль-Айні (ОАЕ) у 2012 році.
Фельдман має ступінь магістра коучингу з шахів в Державному інституті фізичної культури, Москва, і є співвласником «Шахових майстрів», тренерського бізнесу з шахів у Сіднеї, разом зі своєю дружиною, міжнародним майстром Іриною Березіною. У 2005 році йому було присвоєно звання тренера ФІДЕ.

## Рейтинг Ело
| На цьому місці має відображатися графік чи діаграма, однак з технічних причин його відображення наразі вимкнено. Будь ласка, не видаляйте код, який викликає це повідомлення. Розробники вже працюють для того, щоби відновити штатне функціонування цього графіка або діаграми. | |
| | На цьому місці має відображатися графік чи діаграма, однак з технічних причин його відображення наразі вимкнено. Будь ласка, не видаляйте код, який викликає це повідомлення. Розробники вже працюють для того, щоби відновити штатне функціонування цього графіка або діаграми. |